# Breda (fiume)
Il Breda è un torrente francese che scorre nella regione Alvernia-Rodano-Alpi, dipartimenti di Isère e della Savoia, per 32,1 km sfociando nell'Isère a Pontcharra. È quindi un subaffluente del Rodano. 

## Comuni e cantoni attraversati
Nel suo percorso il Bréda attraversa dieci comuni e quattro cantoni (da monte a valle):
La Ferrière (sorgente), Pinsot, Allevard, La Chapelle-du-Bard, Détrier, Le Moutaret, La Chapelle-Blanche, Laissaud, Saint-Maximin e Pontcharra (confluenza).
In termini di cantoni, il Bréda nasce nel cantone di Allevard, attraversa i cantoni di La Rochette e  Montmélian e confluisce nel cantone di Goncelin.

## Affluenti
Da monte verso valle:
- Il rio della Combe Madame, che nasce sotto il ghiacciaio della Combe Madame e il Pic de la Grande Valloire.
- Il rio Pleynet, che confluisce nel Bréda al lago di Fond de France.
- Il rio di Vaugelat, che discende dal colle di Merdaret e confluisce nel Bréda a l'Épinay.
- Il rio dell'Arpette, che discende dalla montagna dell'Arpette.
- Il rio della Grande Valloire, che nasce sotto il ghiacciaio dell'Arguille nei laghi Blanc e Noire.
- Il rio del Cachet, che sorge sul versante est del Grand Rocher.
- Il rio de Tigneux, che nasce sulla montagna di Tigneux, si getta nel Bréda a monte della Ferrière.
- Il rio della Ville, che discende sul versante ovest della montagna di Combe grasse.
- Il torrente del Gleyzin, che sgorga nelle Lanches e confluisce nel Bréda a Pinsot.
- Il torrente del Veyton (11.6 km), la cui sorgente si trova a livello dei laghi Morétan, sotto la cima Le Grand Morétan.
- Il rio de la Jeannotte
- Il torrente le Buisson che ha origine dal lago del Collet.
- Il torrente le Bard
- Il torrente le Bens che costeggia la foresta demaniale di Saint-Hugon dopo essere sgorgato sotton il Grand Miceau
- Il rio de Pluvigny, il rio de la Burger e il rio di Tapon che sgorgano sul versante Nord-Ovest della montagna di Brame-Farine